# Alžbětiny lázně
Alžbětiny lázně jsou jedním z původně šesti veřejných balneoprovozů v Karlových Varech. Lázně byly pojmenované po císařovně Alžbětě Bavorské (Sissi). Jsou od svého vzniku ze tří stran obklopeny parkem a tvoří architektonickou dominantu severní partie lázní. V současnosti jsou veřejnými městskými lázněmi bez ubytovacích kapacit a nabízejí široké spektrum léčebných procedur.

## Historie lázní

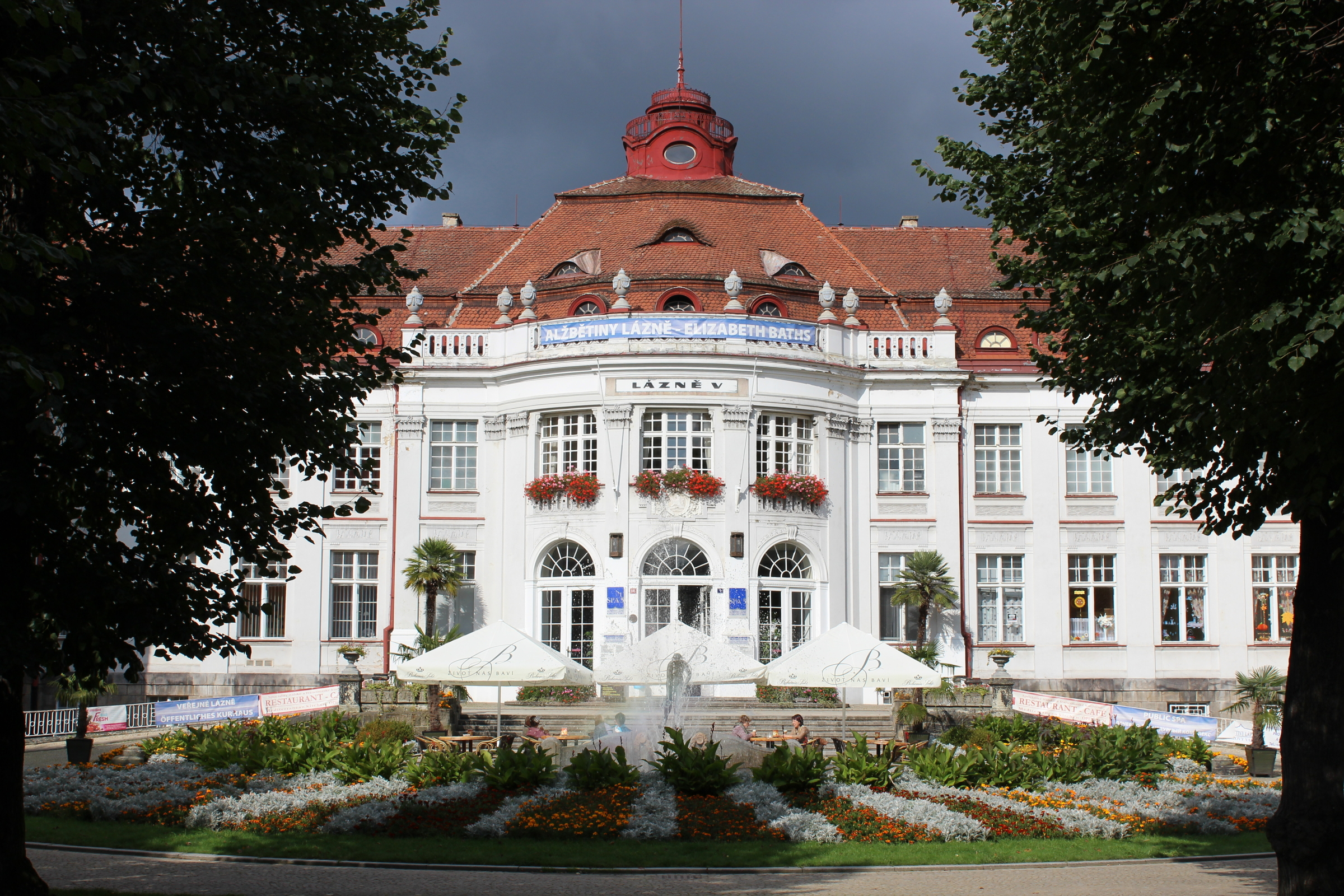
Lázně V.

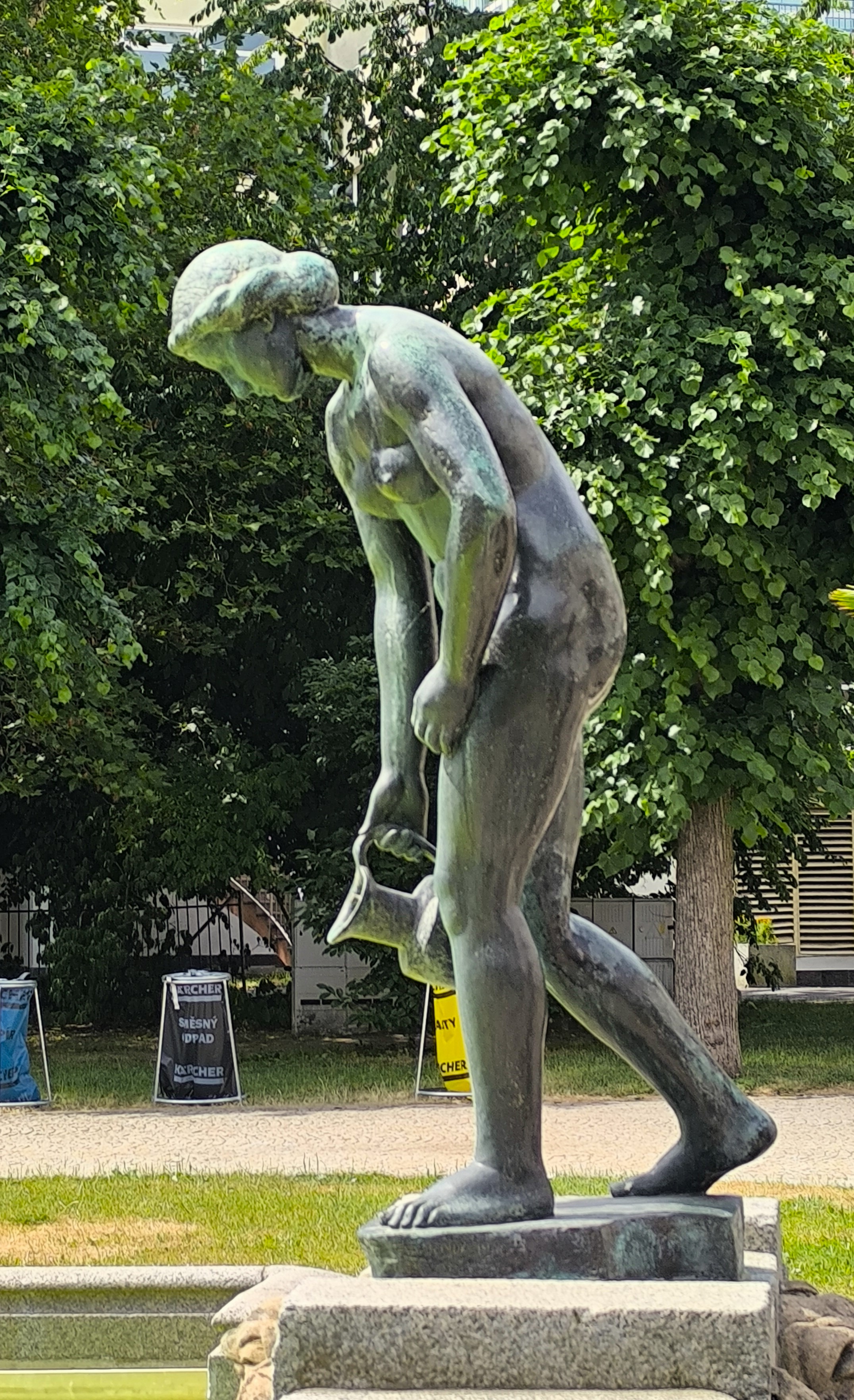
Břetislav Bendaː Socha ženy se džbánem, signovaná na soklu B.BENDA 1940

### Název
Původní německý název zněl Elisabethbad, česky Alžbětiny Lázně, nebo Hotel Elisabeth Od roku 1918, kdy bylo vytvořeno číslování všech balneoprovozů v Karlových Varech, se označují také Lázně V.  Později byly lázně označovány také podle lázeňského lékaře a mecenáše Karlových Varů Davida Bechera Dr. David Becher Bad. Původní název byl vybrán na počest ve Švýcarsku zavražděné Alžběty Bavorské (Sissi), která navštívila Karlovy Vary v roce 1892.

### Výstavba
O stavbě budovy bylo rozhodnuto již v roce 1903. Projektoval ji rakouský architekt a městský stavební inženýr Karlových varů Franz Drobny (1863–1924), jeden z čelných představitelů lázeňské architektury pozdního historismu a secese. Výstavba třítraktového komplexu budov lázní byla zahájena v roce 1905 a trvala přibližně jeden rok. Budovy mají charakterteristické půlválcové palácové průčelí s předsunutými postranními křídly v novobarokním stylu, stejně jako mansardovou střechu se třemi věžičkami. Okna a interiéry již prozrazují vzrůstající popularitu secese. K budově ze tří stran přiléhá park ve francouzském stylu se čtyřřadou alejí a bazén s chrličem v podobě secesního maskaronu. Nad něj byla druhotně osazena bronzová plastika dívky se džbánem, dílo sochaře Břetislava Bendy z roku 1940.

### Rekonstrukce
Původní interiéry se dochovaly v podobě členění a dekorace hlavní fasády, oken s dvoranou a hlavním schodištěm s železným zábradlím zdobeným zlacenými festony, stejně tak v proporcích chodeb. Balneoprovozy i bazén v suterénu jsou po rekonstrukcích novodobé. Rekonstrukce proběhly celkem tři. Po první z nich byl modernizován balneoprovoz a roku 1963 osazena starší socha  
dívky se džbánem od Břetislava Bendy. Na přelomu 60. a 70. let proběhla druhá rekonstrukce interiérů a celková modernizace technického vybavení, včetně krytého plaveckého bazénu o délce 25 metrů, se dvěma saunami.
Od roku 2002 je balneoprovoz Lázní V. opět nazýván oficiálně Alžbětiny Lázně. V témže roce byla z lázní učiněna akciová společnost, jejímž vlastníkem je město Karlovy Vary. Při zatím poslední rekonstrukci interiérů bazénu roku 2004 byly k bazénu doplněny svě vířivky, chrlič a dětský bazének.

## Současnost
Alžbětiny Lázně jsou v současnosti posledními skutečně veřejnými lázněmi ve městě.

### Poskytované služby
Lázně poskytují široké spektrum léčebných procedur: zahrnují jak tradiční lázeňskou léčbu s masážemi, rašelinnými zábaly a solnou jeskyní, tak moderní relaxační wellness procedury. Pro oba druhy procedur je využívána vřídelní voda. Alžbětiny Lázně patří dokonce mezi její největší odběratele. Mezi poskytované služby balneoprovozu patří ambulantní rehabilitace na základě lékařského doporučení, vyšetření lázeňským lékařem i přímý prodej procedur veřejnosti za úhradu.

### Pronájem či prodej
Dlouhodobě diskutovanými otázkami jsou potřebná rekonstrukce a pronájem budovy soukromému subjektu. Podle projektu z roku 2018 měla rekonstrukce budovy proběhnout za finanční spoluúčasti města a soukromého subjektu, který by získal budovu do pronájmu na 25 let. O pronájem však firmy neměly zájem. Lázně jsou dlouhodobě ztrátové. V roce 2024 je město dotovalo 20 miliony Kč a na odvrácení havarijního stavu by podle vedení potřebovalo navíc 125 mil, na rozvoj pak přes miliardu. V roce 2023 a 2024 dostalo město nabídky na nákup od dvou firem. První firma JTH teplického podnikatele Jaroslav Třešňáka chce přidat přístavbu a nechat hotel provozovat americkou sítí Hilton, jako to už udělala v Chorvatsku. Druhá nabídka od majitele grandhotelu Pupp by umožnila využití služeb lázní i jiným hotelům ve městě. Oba návrhy počítají s investicemi kolem 1,2 miliardy korun a odkoupením lázní od města, což kritizuje část veřejnosti a opozice.